# EncroChat
EncroChat — провайдер комунікаційних мереж та послуг, що базувався в Нідерландах. За даними поліції, месенджер EncroChat використовували члени багатьох організованих злочинних угруповань для планування злочинних дій. EncroChat був інфільтрований поліцією ще в 2016 році, а в червні-липні 2020 року під час загальноєвропейського розслідування відбулися затримання понад 800 підозрюваних. Компанія припинила свою діяльність з моменту виявлення зламу системи безпеки. За даними британської поліції, EncroChat користувалися понад 60 тис. осіб.

## Викриття

### Міжнародна слідча група
Операція спільної групи слідчих під кодовою назвою Емма 95 у Франції та Lemont в Нідерландах, дозволила збирати в реальному часі мільйони повідомлень між підозрюваними, також був організований обмін інформацією з правоохоронними органами декількох країн, які не брали участі в слідчій групі, зокрема це були Велика Британія, Швеція та Норвегія.

### Операція Venetic
Операція Venetic — операція, організована британським Національним агентством боротьби зі злочинністю. Внаслідок проникнення в мережу поліція Великої Британії заарештувала 746 осіб, серед яких кілька «кримінальних босів», перехопила дві тонни наркотиків, вилучила 54 мільйони фунтів готівкою, а також зброю, зокрема автомати, пістолети, гранати, штурмову гвинтівку АК47, і понад 1800 патронів. Було вилучено більше 28 млн таблеток седативного препарату Етізолам. Також було затримано корумпованих правоохоронців.